# Johannes Voslamber
Johannes Giezo Voslamber (Beerta, 14 maart 1916 – Winschoten, 12 maart 2007) was een Nederlands burgemeester.
Hij was referendaris bij de gemeentesecretarie van Winschoten voor hij in april 1963 benoemd werd tot burgemeester van Finsterwolde. In december 1971 werd Voslamber daarnaast burgemeester van Beerta. Hij was zelf partijloos en had bij beide gemeenten te maken met een grote CPN-fractie in de gemeenteraad. In april 1981 ging hij met pensioen en in 2007 overleed hij twee dagen voor hij 91 jaar zou worden.